# Christian Menzel (Politiker)
Christian Menzel (* 7. April 1943 in Wien) ist ein ehemaliger österreichischer Politiker (ÖVP) und Gynäkologe. Er war von 1984 bis 1989 Abgeordneter zum  Salzburger Landtag.

## Ausbildung und Beruf
Menzel besuchte zwischen 1950 und 1954 die Volksschule in Salzburg und ab 1954 das Humanistische Stiftsgymnasium Kremsmünster im Stift Kremsmünster. Er legte 1962 im Stiftsgymnasium die Matura ab und studierte danach von 1962 bis 1969 Publizistik sowie Medizin an der Universität Innsbruck. Nachdem er 1969 seinen Präsenzdienst als Einjährig-Freiwilliger in Salzburg absolviert hatte, setzte er sein Medizinstudium zwischen 1970 und 1974 an der Universität Wien fort und promovierte 1974 zum Dr. med. univ. 1975 wurde er Turnusarzt am Landeskrankenhaus Salzburg, zwischen 1977 und 1981 absolvierte er eine Ausbildung zum Facharzt für Frauenheilkunde und Geburtshilfe. Er wurde 1983 zum Oberarzt an der Landesfrauenklinik ernannt und 1987 zum Primararzt der Landesklinik für Spezielle Gynäkologie und Brustambulanz bestellt. Zudem war er von 1987 bis 1998 Ärztlicher Direktor des Landeskrankenhauses Salzburg und von 1998 bis 2003 Medizinischer Geschäftsführer der Holding der Landeskliniken Salzburg. Er wurde 2005 zum Honorarprofessor an der Universität Salzburg und 2006 zum Universitätsprofessor an der Paracelsus Medizinischen Privatuniversität Salzburg (PMU) ernannt. 2007 folgte zudem seine Ernennung zum Leiter des Interuniversitären Institutes für Angewandte Ethik der Universität Salzburg und der PMU.

## Politik und Funktionen
Menzel war von 1990 bis 2005 Landesobmann und ab 2005 Präsident des Salzburger Akademikerbundes. Er fungierte von 2004 bis 2006 als Präsident der Österreichischen Gesellschaft für Senologie und vertrat die ÖVP zwischen dem 16. Mai 1984 und dem 2. Mai 1989 im Salzburger Landtag.

## Auszeichnungen
- 1997 Goldenes Ehrenzeichen des Landes Salzburg

## Schriften
- als Herausgeber mit Hans Werner Waclawiczek, Hubert Hausmaninger, Horst Dieter Kogelnik und G. Wolf: Die interdisziplinäre kurative Behandlung des Mammakarzinoms. Was ist Standard, was Routine? Barth, Heidelberg u. a. 1998, ISBN 3-335-00563-5.
- Medizin und Ethik als gegenseitige Herausforderung (= Beiträge zur angewandten Ethik. Bd. 4). Academia-Verlag, Sankt Augustin 1999, ISBN 3-89665-095-5.